# Gare d’Eygurande - Merlines
Gare d’Eygurande - Merlines vasútállomás Franciaországban, Merlines településen.

## Vasútvonalak
Az állomást az alábbi vasútvonalak érintik:
- Palais-Eygurande-Merlines-vasútvonal

## Kapcsolódó állomások
A vasútállomáshoz az alábbi állomások vannak a legközelebb: